# Круглов, Алексей Андреевич
Алексей Андреевич Круглов (1907—1974) — советский юрист, с 1954 по 1963 годы — Прокурор РСФСР.

## Биография
Родился 5 октября 1907 года в деревне Семкино Высокиничской волости Тарусского уезда Калужской губернии в крестьянской семье.
С 1924 по 1929 годы работал грузчиком на железной дороге в Серпухове, рабочим на заготовке дров в леспромхозе. В 1927 году вступил в комсомол.
В 1930 году направлен на работу в рабоче-крестьянскую милицию, был младшим милиционером, затем участковым уполномоченным милиции.

В 1931 году назначен начальником Угодского районного отделения исправительно-трудовых работ.

С 1932 по 1939 годы работал народным следователем Угодско-Заводского, Воловского, Михневского, Детчинского и Красногорского районов, окончил Московские областные юридические курсы Наркомюста РСФСР.

С 1939 по 1940 годы работал прокурором уголовно-судебного отдела, с 1940 года — прокурором следственного отдела прокуратуры Московской области.

Поступил во Всесоюзную заочную правовую академию, но не окончил обучение в связи с началом Великой Отечественной войны.

В период войны был бойцом добровольной пожарной охраны, принимал участие в защите объектов Москвы от налётов немецкой авиации, в октябре 1941 года участвовал в строительстве оборонительных рубежей Московского обвода.

22 августа 1942 года стал начальником судебно-следственного отдела прокуратуры Московской области.

25 декабря 1944 года был назначен заместителем прокурора Московской области по общим вопросам, курировал группу по делам несовершеннолетних и гражданско-судебный отдел.

17 сентября 1947 года назначен на должность заместителя начальника отдела по спецделам Прокуратуры Союза ССР.

29 августа 1949 года назначен прокурором Московской области.

В 1952 году окончил Всесоюзный юридический заочный институт.

В 1954 году назначен на должность Прокурора РСФСР, в которой находился более 9 лет.
С 1963 по 1970 год являлся председателем Юридической комиссии при Совете Министров РСФСР, созданной взамен упразднённого Министерства юстиции РСФСР.
Скончался в 1974 году.

## Награды
- 2 ордена Трудового Красного Знамени (1947, 1957)
- орден «Знак Почёта» (1945)
- медали СССР